# ReelBox

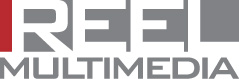
Logo der Reel Multimedia Vertriebs GmbH

Unter der ReelBox verstand man ursprünglich die erste Set-Top-Box der Firma Reel-Multimedia mit der Produktbezeichnung PVR 1100, später (mit neuem Gehäuse) bekannt als ReelBox Lite, später ist daraus eine Produktfamilie auf Basis des VDR geworden.
Die Firma Reel-Multimedia hat am 30. Januar 2013 Insolvenz angemeldet.
Die "ReelBox Lite" erschien mit nicht ausgereifter Software erstmals im April 2005; Produktion und Verkauf von Neugeräten wurde Ende 2006 eingestellt. Nachfolger war die "ReelBox Avantgarde" und ab März 2009 die "ReelBox Avantgarde II". Diese basieren größtenteils auf bekannten Standardkomponenten (Industrie-Mainboard, Notebook-Prozessor usw.), aber auch einigen Eigenentwicklungen. Die "ReelBox Avantgarde" besitzt ein Linuxbetriebssystem mit VDR.
Die ursprünglich geplante "ReelBox Vista", basierend auf Microsoft Windows Vista und einer speziellen TV-Erweiterung, wurde von Reel-Multimedia aufgegeben.
Die ReelBox Lite war eine der ersten DVB TV-Receiver, die auf alle gängigen digitalen Empfangsarten (DVB-T, DVB-S und DVB-C) umgerüstet werden konnte. Auch ein Mischbetrieb ist möglich.
Bekanntheit erlangte der Hersteller Reel Multimedia durch eine Serie von Pannen bei der Einführung der Produkte. Bis zuletzt wurden wichtige, ursprünglich zugesagte Funktionen der ReelBox Lite nicht umgesetzt.
Bei der ReelBox Avantgarde ist mit dem letzten größeren Software-Release vom März 2009 ein Stand erreicht worden, der die zugesagten Features nahezu komplett abdeckt.

## Einige Funktionen der ReelBox Lite
- Empfang, Aufzeichnung und zeitversetzte Wiedergabe von DVB-Quellen
- Abspielen und Brennen von DVDs. Es sind nur nicht kopiergeschützte DVDs abspielbar, die Playersoftware reicht immer noch nicht an den Komfort normaler DVD-Player heran. Ein DVD-Brenner ist nur in bestimmten Konfigurationen vorinstalliert, aber einfach nachrüstbar.
- Abspielen von .mp3- und .ogg-Dateien (Umsetzung von .mpeg und .vob steht noch aus)
- Einsatz als Heimserver möglich
- Streaming-Server für im Netzwerk befindliche PC
- HDTV-Modi: 480p, 720p und 1080i
- WLAN nachrüstbar als Mini-PCI-Karte (schließt den Betrieb des oben genannten HDTV-Upgrade-Moduls aus)

## Anschlüsse der ReelBox Lite
- 2× SCART mit der Möglichkeit für FBAS, S-Video, RGB oder Componentensignal
- zusätzlicher Komponentenausgang
- HDMI (nur mit HDTV-Upgrade-Modul)
- FBAS-, S-Video- und Stereo-Cincheingang. Funktionslos; dies wird sich auch nicht mehr ändern, da keine Codecs mehr für den verwendeten Chip entwickelt werden.
- Optischer und koaxialer Digitalein- und -ausgang (in der aktuellen Software-Version Eingänge noch völlig ohne Funktion, Ausgänge fehlerfrei)
- Analoger 5.1-Cinchausgang, allerdings nur Stereobetrieb möglich
- USB 1.0
- 2× Common Interface Einschub (mit Multicamunterstützung)
- Smartcard-Reader mit internem Neotion-CAM
- 100-MBit-Netzwerk (Datei- und FTP-Server)
- FireWire

## Einige Funktionen der ReelBox Avantgarde
- Empfang, Aufzeichnung und zeitversetzte Wiedergabe von DVB-Quellen
- NetCeiver-Technologie mit drei Tuner-Steckplätzen. Über die austauschbaren und beliebig kombinierbaren Tuner-Karten für DVB-S2, DVB-S, DVB-C und DVB-T können Programme von bis zu sechs Transpondern parallel empfangen und aufgenommen werden; Empfang nach DVB-S/S2-Standard in MPEG-2 und MPEG-4 (h.264/AVC).
- HDTV-Modi: 480i, 480p, 576i, 576p, 720p und 1080i
- 2× Common Interface-Schächte für optionale CI-Module. Mehrfachentschlüsselung von Bezahlfernsehen über ein geeignetes CI-Modul möglich.
- Bild-in-Bild-Funktion (PiP)
- Elektronischer Programmführer (EPG) mit VPS-Unterstützung
- Dual-Layer-DVD-Brenner zum Abspielen und Brennen von DVDs. Mit der Hersteller-Software werden nur nicht kopiergeschützte DVDs wiedergegeben.
- Timeshift, auch als permanentes Timeshift, für SD und HDTV
- Aufzeichnung auf die interne Festplatte und externe Laufwerke (via USB, FireWire, eSATA oder per Netzwerk angebundener  Speicher, wie z. B. Mediaserver oder NAS)
- Unterstützte Video-Codecs: mkv, xvid, divx (ab Version 4) und h.264 (AVC)
- Abspielbare Musik-, Video- und Bildformate: mp3, m3u, ogg, mpeg, avi, divx, iso, mkv, mpeg, mpg, mp4, mov, pes, ts, vob, vcd, vdr und jpg. wmv und weitere Codec-Unterstützung sind in Entwicklung und sollen als kostenloses Software-Update nachgereicht werden.
- Internetradio (ShoutCast) mit vordefinierten und selbst konfigurierbaren Sendern
- Einsatz als Heimserver und als Streaming-Server für im Netzwerk befindliche PCs (über Windows- und Apple/MAC-Netzwerk-Anbindung) möglich
- Netzwerk auf SMB/CIFS- oder NFS-Freigaben möglich
- WLAN (optional über per USB-WLAN-Dongle/-Stick oder interne Mini-PCI-Express WLAN-Karte)
- Vollständig integrierte PC-Funktionalität (Ubuntu 7.10 oder neuer)

## Anschlüsse der ReelBox Avantgarde
Intern:

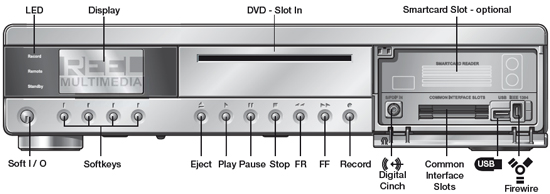
Technische Beschreibung der Gerätevorderseite der ReelBox Avantgarde

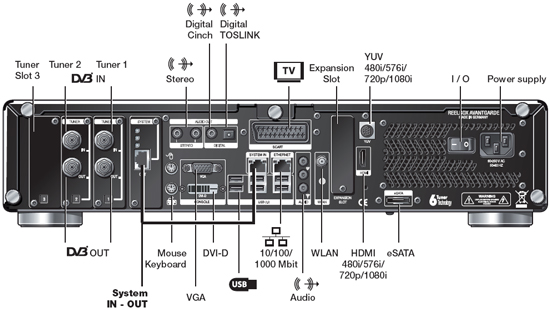
Technische Beschreibung der Geräterückseite der ReelBox Avantgarde

- 3× Tuner-Steckplätze für DVB-Karten (Mischbestückung möglich)
- 2× Common-Interface-Schächte
- 1× PCI-Express-Steckplatz (16×)
- 1× Mini-PCI-Express-Steckplatz
- 1× PCI-Steckplatz (belegt durch HDE)
- 4× SATA (2× belegt durch HD, eSATA)

Peripherie:
- 1× 10/100/1000 Mbit Netzwerk (RJ-45)
- 1× eSATA
- 4× USB 2.0 (und 1× Front USB)
- 2× FireWire (und 1× Front FW)
- 1× RS-232 (Protokoll für Hausautomation etc.)
- 2× PS/2-Anschlüsse (für Tastatur und Maus)

Video:
- HDMI (HDCP on board, Aktivierung vorbehalten)
- SCART (CVBS, RGB, YUV, S-Video)
- DVI- und VGA-Anschluss für KDE-Desktop
- DIN-Buchse (YUV, RGB, S-Video, Composite)

Audio:
- 2× S/PDIF-Ausgänge (1× optisch, 1× koaxial)
- 1× S/PDIF-Eingang (Front)
- 2× Cinch-Buchsen (Stereo)
- 3× Mini-Klinkenbuchsen (Analog-Surround für PC-Sound)